# Национални парк Комое
Национални парк Комое је национални парк у Обали Слоноваче који се налази на листи Светске баштине УНЕСКО-а од 1983. године. Првобитно је увршћен на листу због разноврсности биљног света око реке Комое, а 2003. је увршћен и на Списак угрожених места Светске баштине због ловокрађе, прекомерног напасања стоке и лошег руковођења парком.
Национални парк Комое je Резерват биосфере и Унесков локалитет светске баштине у областима Занзан и Саванес у североисточној Обали Слоноваче. То је највеће заштићено подручје у Западној Африци, са површином од 11.500 km2, и простире се од влажне гвинејске саване до суве суданске зоне. Овај стрми климатски нагиб север-југ омогућава парку да уточи мноштво станишта са изузетном разноликошћу живота. Неке животињске и биљне врсте чак налазе своје последње уточиште у неким од различитих типова савана, галеријских шума, приобалних травњака, стена или шумских острва.

## Историја
Подручје око Националног парка Комое је историјски увек било ретко насељено. Највероватније због релативне неплодности земљишта, присуства болести речног слепила око реке Комое и велике густине муве цеце, која је вектор за болест спавања. Године 1926, област између реке Комое и Боуна проглашена је за „Уточиште северно од Обале Слоноваче“, којa је касније 1942. и 53. проширена у „Резерват дивљих животиња Боуна“, дајући јој извесну рудиментарну заштиту. Подручје западно од реке Комое додато је имовини 9. фебруара 1968. у комбинацији са статусом националног парка са површином од 11.500 km2 (4.400 sq mi), што га чини једним од 15 највећих националних паркова на свету и највећим у западној Африци. Године 1983, парк је проглашен резерватом биосфере и Унесковом светском баштином, због свог јединственог биодиверзитета.
Након избијања Првог грађанског рата у Слоновачи, парк је 2003. године уврштен на листу Светске баштине у опасности, због одсуства управљања што је довело до криволова и прекомерне испаше стоке у парку. У периоду између два грађанска рата парк је у великој мери патио од интензивног криволова. Након завршетка Другог грађанског рата у Слоновачи, парк је поново успео да се опорави уз присуство OIPR-а (менаџмента парка) и поновну инаугурацију истраживачке станице.

## Предео
Стрми климатски градијент север-југ обухвата мноштво станишта која садрже изузетну разноврсност живота, што ову област чини најбиодиверзитетнијом саваном на свету, и креће се од суве суданске зоне до релативно влажне гвинејске саване. Ова станишта углавном обухватају различите саване, шумска острва, галеријске шуме и приобалне травњаке, што представља идеалан пример прелазних станишта у различитим климатским зонама. Река Комое, која протиче кроз Обалу Слоноваче, такође је омогућила да у парку постоје различита станишта и асоцијације биљака које се обично налазе јужније, као што су делови густе галеријске шуме у близини реке. Ова разноликост станишта у различитим зонама и огромно подручје посвећено очувању природних ресурса чине га еколошком јединицом од посебног значаја и Унесковом светском баштином.

## Фауна
Национални парк Комое има највећу биодиверзитет саване на свету и представља северну границу за многе животињске врсте, као што су жутолеђи дујкер и бонго. У парку има укупно 135 врста сисара. Ово укључује 11 врста примата попут маслинастог павијана, зеленог мајмуна, малог белоносог заморца, Мона заморцa, црно-белог колобуса, маслиновог колобуса, чађавог мангаба и шимпанзе. Регистровано је укупно 17 врста месождера, али се верује да су најмање 3 врсте изумрле у парку - гепард, дивљи пас (од 1993. године) и недавно лав (од 2008. године нису пронађени знаци лавова). У парку је присутна и 21 врста артиодактила, укључујући нилског коња, шумску свињу, бонга, брадавичасту свињу, бивола, коба, црвеног дујкера, шумску антилопу, мочварну антилопу, коњску антилопу и орибија. Угрожене врсте сисара укључују шимпанзу (EN), чађавог мангаба (EN), медвеђег колобуса (VU), афричког слона (VU), нилског коња (VU), џиновског љускавца (VU), дугорепог љускавца (VU), леопарда (VU), афричку златну мачку (VU), буфонског коба (VU), бонга (NT), западног хартбиста (NT), дефаску водену антилопу (NT), црнолеђег дујкера (NT), жутолеђег дујкера (NT), маслиновог колобуса (NT).
Река Комое и њене притоке садрже најмање 60 различитих врста риба и омогућавају неуобичајено велику разноликост врста водоземаца за станиште саване са 35 описаних врста. Такође постоји укупно 71 описана врста гмизаваца, од којих су три крокодили: патуљасти крокодил (рањив), нилски крокодил и крокодил витке њушке (критично угрожен). Поплавне равнице око реке стварају сезонске травњаке који су оптимална хранилишта за нилске коње и птице селице.

## Истраживачка станица Националног парка Комое
Истраживачкa станицa Националног парка Комоe, која се налази у Националном парку Комоe, Обала Слоноваче, основао је професор Карл Едуард Линсенмејр 1989/90. Њени савременији објекти, са струјом, текућом водом, интернетом и великом климатизованом лабораторијом чине је једном од најмодернијих теренских станица у Африци. Истраживачка станица је била принуђена да се затвори након избијања Првог грађанског рата у Обали Слоноваче 2002. године. Након завршетка Другог грађанског рата у Обали Слоноваче 2011. године започеле су поправке на станици и 2014. године станица је поново постигла пуни капацитет. Фокус истраживања на терену је на очувању, тропској екологији и понашању.

## Конзервацијски статус
Национални парк Комое је 2003. године наведен као Угрожена локација светске баштине углавном због пораста криволова изазваног недостатком управљања након избијања Првог грађанског рата у Обали Слоноваче. Након завршетка Другог грађанског рата у Обали Слоноваче и стабилизације региона, агенција за заштиту дивљих животиња OIPR (Канцеларија за паркове и резервате Слоноваче) наставила је са радом у Националном парку Комое. OIPR се пријавио за финансирање од Фонда за брзо реаговање (RRF) и био је успешан у томе, те му је додељен максимални износ од 30.000 долара за обезбеђење парка. Главни изазови са којима се суочава менаџмент су успешна борба против криволова, смањење пољопривредних притисака и реновирање путева у парку ради одговарајуће контроле приступа. Главни пројекти за борбу против ових проблема су успостављање ефикасног система надзора у парку и блиска сарадња са локалним заједницама како би се смањили притисци на периферији парка кроз партиципативно управљање и успостављање одрживих извора прихода за мештане села.

## Галерија
- Црвеногрли пчелар у шуми галерије Ирингоу
- Шумска антилопа се храни поред реке Комое
- Comoé Коњска антилопа током сушне сезоне
- Лептир пронађен током кишне сезоне
- Саванска ватра у парку
- Мужјак коб антилопе
- Трагање за храном зеленог мајмуна у галеријској шуми
- Птица грабљивица се одмара у отвореној шуми током сушне сезоне
- Шумска антилопа се храни поред истраживачке станице Комое
- Поплавне равнице реке Комое
- Лабораторија и соларни панели станице
- Савана у Националном парку Комое